# さんふらわあ11
さんふらわあ11は、日本高速フェリーが運航していたフェリー。

## 概要
さんふらわあシリーズの5番船として来島どっくで建造され、1974年10月1日に大阪 - 鹿児島航路に就航した。
竣工当時、日本でもっとも豪華なフェリーとして建造され、建造費は60億円にものぼった。
その後、1975年9月に来島どっくに売却され、日本高速フェリーがチャーターバックする形で運航を継続し、1977年2月に大阪－志布志航路に就航した。
1981年9月には、来島どっくで船内設備の改装工事を実施、総トン数が増加して13,575トンとなった。
1988年には佐世保重工にて主機関の換装およびスターンスラスターの設置工事を実施、28,220hpと経済性を重視した主機ヘと換装された。
1990年11月、日本高速フェリーの航路譲渡により、ブルーハイウェイラインへ移籍、さんふらわあ さつまと改名した。
1993年3月、さんふらわあ さつま (2代)の就航により引退。僚船と構造が異なり運用上不都合があることなどから、さんふらわあ5姉妹の中で最も早く引退した。
その後、海外売船され、フィリピンのスルピシオ・ラインでPRINCESS OF THE ORIENTと改名してマニラ - セブ航路に就航した。フィリピンでのライバル会社であるウイリアムラインズに売却された元「さんふらわあ　おおさか」であるMabuhay 1と競い合うように船尾に船室を増設、車両甲板の一部をエコノミー客室に改装、パブリックスペースに2段ベッドを並べ、旅客定員は約3000名まで増やされた。速力は18.5ノット程度で運用された。
1997年12月3日、マニラ港にて給油作業中に機関室火災が発生しファンネルケーシングと周辺の船室を焼損。修復工事が実施されたが、この火災事故が原因でフィンスタビライザーが使用不可となった。
1998年9月19日、平成10年台風第7号の影響による荒天でベルデ島水路のフォーチュン島付近で沈没した。死者51名、行方不明者216名を出す惨事となった。事故原因は荷崩れによる転覆であったが、フィリピンでの船室の増設工事により復原性が悪化していたことも要因とされている。

## 設計
外観も1番船から4番船と大きく異なり、センターケーシングによる直列に並んだ2本の煙突（前部は補機用、後部は主機用）、丸みを帯びた船楼前面や収納式アンカー、鋭角的な船首、車両甲板部の外板への丸窓の設置などクルーズ客船を模したデザインとなった。また美観のため船首部のランプウェイを廃し、車両甲板にターンテーブルを設けた。本船は先に建造された4隻に比べて旅客スペースが大幅に拡大されたことから復原性を確保するため車両甲板の下層をトラック、上層を乗用車と改めた。

## 船内
A甲板
- 貴賓室（洋室2名「なにわ」・オーナーズルーム用和室「さつま」4名各1室）[4]
- 特等室A（2名×16室）
- ラウンジ「錦江」（特等・貴賓室利用客用）[4]
- バー「サンセット」

B甲板
- 特等室B（4名×24室）
- サンプラザ
- レストラン「さんふらわあ」・ダンスフロアー
- 和食堂「ひまわり」
- カフェテリア「サンシャイン」
- ビデオシアター・サロン「海紅豆」[4]
- ビデオコーナー
- 展示コーナー

C甲板
- 2等和室「エコノミー」[4]（計344名）
- 特2等室（二段ベッド[4]、計702名）
- ドライバーエコノミー（38名）
- クラブ「ゾンネ」
- ロビー
- ショップ「いれぶん」
- インフォメーション

下層甲板
- 浴室
- レストルーム
- ゲームルーム
- ゲームマシンルーム
- エアホッケーコーナー
- カジノバー